# Бельведере-Остренсе
Бельведере-Остренсе (итал. Belvedere Ostrense) — коммуна в Италии, располагается в регионе Марке, в провинции Анкона.
Население составляет 2273 человека (2008 г.), плотность населения составляет 79 чел./км². Занимает площадь 29 км². Почтовый индекс — 60030. Телефонный код — 0731.
Покровителем коммуны почитается святой апостол Пётр, празднование 29 июня.

## Демография
Динамика населения:

## Администрация коммуны
- Официальный сайт: http://www.provincia.ancona.it/comuni/belvedereostrense/